# Rebelión delahuertista
La Rebelión delahuertista también conocida como Rebelión sin cabeza fue un levantamiento armado iniciado en Veracruz, México por Adolfo de la Huerta en contra del presidente Álvaro Obregón y de su candidato a la presidencia Plutarco Elías Calles.
Algunos historiadores sostienen que realmente las víctimas de este movimiento fueron los socialistas de Yucatán, en especial su líder Felipe Carrillo Puerto, el cual fue fusilado por fuerzas delahuertistas bajo el mando de Juan Ricárdez Broca el 3 de enero de 1924.

## Antecedentes

### Tratados de Bucareli
El Tratado de Bucareli fue firmado por Álvaro Obregón el 13 de agosto de 1923 con el que se llegó, esencialmente, a los siguientes acuerdos:
- Las propiedades agrícolas expropiadas a estadounidenses se pagarían con bonos, si no eran mayores a 1755 hectáreas.
- Las propiedades que rebasaran dicha extensión serían pagadas de inmediato y al contado.
- Se integraría una comisión que se encargaría de revisar las reclamaciones pendientes a partir de 1868; las reclamaciones originadas por la Revolución se resolverían aparte.
- Con relación al petróleo, el art. 27 no era retroactivo para los estadounidenses que habían adquiridos sus concesiones antes de 1917, lo que les permitía seguir explotando libremente el hidrocarburo.

Las indemnizaciones o reclamaciones debieron ser entregadas durante un período de dos años y éstas debieron ser procesadas durante cinco años a partir de la firma del tratado. Sin embargo, el Tratado de Bucareli careció de validez legal porque no estuvo sujeto a la aprobación de los Congresos de los dos países firmantes, quedando en un "acuerdo de caballeros", que comprometía únicamente a Obregón pero no a sus sucesores, sin embargo, el gobierno de Obregón fue eventualmente reconocido por el gobierno de Estados Unidos. Se desconoce la cantidad de dinero pagada a estadounidenses durante el período presidencial de Obregón.
Por su parte, Adolfo de la Huerta, quien figuraba en el gabinete obregonista como Secretario de Hacienda, consideró que el tratado violaba la soberanía nacional y sometía a México a "condiciones humillantes". De la Huerta acusó a Obregón de traición a la patria, mientras que él, a su vez, fue acusado de incompetencia en el desempeño de su cargo y se le hizo responsable de la pobre situación de las finanzas públicas. De la Huerta renunció a su cargo y se trasladó a Veracruz.

### Elecciones de 1924
Tras el triunfo del Plan de Agua Prieta, ocupó la presidencia interina de la república el exgobernador de Sonora y Jefe militar del Ejército Constitucionalista Liberal, Adolfo de la Huerta, apoyado por Obregón y Calles. De la Huerta duró en el poder desde el 1 de junio de 1920 hasta el 30 de noviembre de ese mismo año. Al día siguiente, Obregón tomó posesión de la presidencia. 

Reclamos Americanos en suelo mexicano (Tratados de Bucareli)

Sin embargo, hacia el final del gobierno de Obregón, cuando era necesario convocar a elecciones presidenciales, el antiguo Partido Liberal Constitucionalista, formado sobre la base de los rebeldes de Agua Prieta, se escindió en dos facciones. Por un lado, los obregonistas que apoyaban la candidatura del general Plutarco Elías Calles, y por el otro los Delahuertistas, que apoyaban a Adolfo de la Huerta. El 19 de octubre de 1923. De la Huerta aceptó la candidatura a la presidencia por parte del Partido Nacional Cooperatista, y se opuso a la candidatura oficial de Calles. La presión al interior del partido ocasionó que en diciembre de 1923 se levantara en armas la segunda de estas facciones, argumentando que no estaban de acuerdo con el Dedazo de Obregón.

## Plan de Veracruz

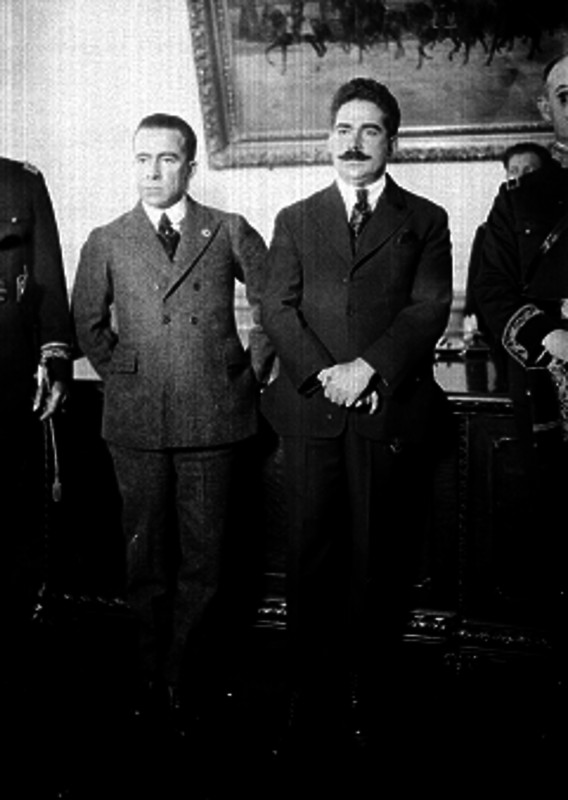
Enrique Estrada, principal General del bando delahuertista

El 7 de diciembre, de la Huerta, quien llegó a la ciudad, publicó el Plan Veracruz, en el que, además de criticar al gobierno de Obregón, propuso continuar la reforma agraria y establecer un banco para apoyar a los nuevos propietarios de tierras, adoptando una legislación laboral. Entre los firmantes más destacados se encontraban: 
- Salvador Alvarado Rubio
- Antonio I. Villarreal
- Manuel M. Diéguez
- Fructuoso Méndez
- Manuel Chao
- Hipólito Villa
- Nicolás Rodríguez
- Nicolás Fernández
- Isaías Castro
- Marcial Cavazos
- Francisco Coss
- Guadalupe Sánchez
- Alejandro Greene
- Carlos Greene
- Enrique Estrada Reynoso
- Juan G. Cabral
- Rafael Buelna
- Francisco Figueroa Mata
- Crisóforo Ocampo
- Fortunato Maycotte[8]

## Rebelión
La rebelión comenzó el 6 de diciembre de 1923, en Veracruz, cuando el comandante de la región militar, el general Guadalupe Sánchez, anunció la desobediencia de sus tropas al gobierno. El 8 de diciembre de 1923, el general Calles se dirigió a la nación con un manifiesto, quien llamó a la rebelión un discurso de reaccionarios y contrarrevolucionarios. El gobierno comenzó a organizar batallones de trabajadores para llevar a cabo tareas de guarnición. Obreros y campesinos comenzaron a organizar destacamentos guerrilleros en el territorio capturado por los rebeldes, que comenzaron a cometer sabotajes en las líneas ferroviarias y telefónicas. Organizaciones Obreras como la CROM y algunos antiguos líderes agraristas como Saturnino Cedillo, mostraron su apoyo a Calles. Los sindicatos y el Partido Comunista Mexicano describieron la rebelión como Fascista. Estados Unidos también respaldó al gobierno y acordó venderle armas, incluidos aviones, y proporcionar un préstamo de $ 1.3 millones.
El levantamiento fue apoyado por 8 de los 35 comandantes de los distritos militares. A mediados de diciembre, los rebeldes controlaban la mayoría de los estados de Veracruz, Tabasco, Jalisco, Oaxaca, San Luis Potosí, Sinaloa, Nayarit y algunos territorios en los estados de Durango, Yucatán, Zacatecas y Michoacán. A pesar del hecho de que, a principios de diciembre de 1923, alrededor del 40% del personal del ejército (unos 23.000 soldados) se rebeló contra el gobierno, los rebeldes no tenían un mando unificado, ni un solo territorio, ni un plan de acción coordinado.
El 22 de diciembre de ese mismo año, Obregón ordenó a Ralph O'Neill quien estaba construyendo la Fuerza Aérea Mexicana, el bombardeo de la ciudad de Oaxaca desde el avión Quetzalcóatl, sin embargo, O' Neill se negó, argumentando que el avión estaba en mal estado. O'Neill pasó a liderar varias misiones estratégicas de combate contra los rebeldes. El 23 de diciembre los federales recuperan la plaza de Puebla, restableciendo el gobierno de Vicente Lombardo Toledano. La zona sublevada occidental líderada por el General Enrique Estrada fue la más prolífera, pues, tenía a su mando a generales experimentados como Manuel M. Diéguez y Rafael Buelna. El 26 de diciembre el joven General Buelna apodado El granito de Oro derrotó y caputuró al también General Lázaro Cárdenas junto a sus 2,000 hombres en Teocuitatlán de Corona, Jalisco. Para posteriormente liberarlo y brindarle atención médica.

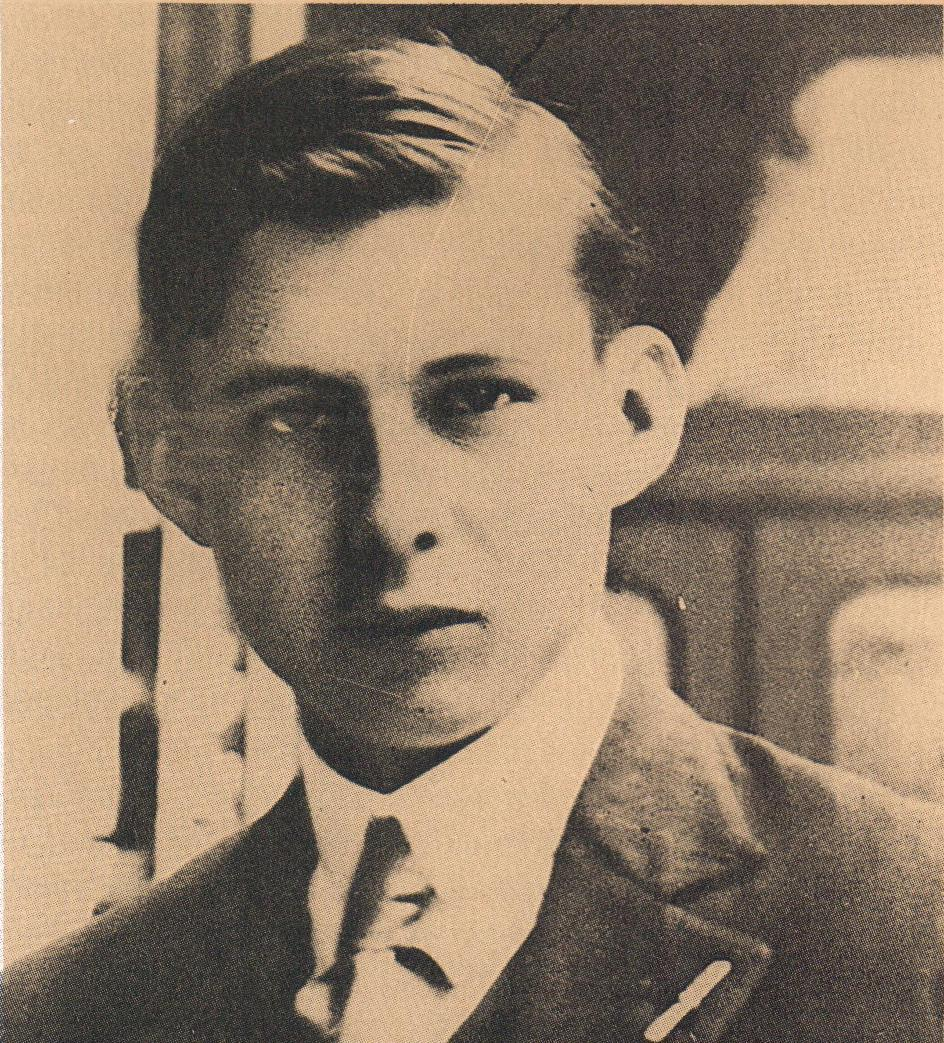
Rafael Buelna El Granito de Oro, participó del bando delahuertista.

A principios de enero de 1924 Felipe Carrillo Puerto, junto con sus hermanos y un chofer fueron sometidos a un juicio simulado del que salieron condenados a muerte. Los enemigos de Carrillo Puerto, ligados a intereses conservadores de la entidad, aprovecharon a última hora la rebelión para legitimar su golpe de mano. En cuanto se enteró de los acontecimientos, De la Huerta dispuso que se respetaran las vidas de Carrillo Puerto y demás compañeros, y buscó que el líder peninsular fuese embarcado sano y salvo al puerto de Veracruz. La desobediencia de los rebeldes yucatecos a las órdenes formales de don Adolfo revelaba el carácter independiente de su movimiento, que para adquirir mayor fuerza se fusionó al delahuertismo, el descontento nacional al asesinato de Carrillo Puerto se volcó contra los rebeldes encabezados por De la Huerta y le causó un gran desprestigio, a pesar de las manifestaciones de inocencia que expresaban sus seguidores. El 12 de enero, El granito de Oro muere en la toma de la plaza de Morelia en una emboscada federal. El 28 de enero de 1924 las fuerzas leales al gobierno, encabezadas por el general Eugenio Martínez, derrotaron en Estación Esperanza, situada en los límites entre Puebla y Veracruz, a los rebeldes que mandaba el general Guadalupe Sánchez, con lo que la rebelión delahuertista perdió su gran potencial. Ante el declive del movimiento, el bando sublevado se repliega hacía las costas del golfo de México debido a que aún contaban con algunos barcos de la marina en su poder. El 19 de febrero el propio Obregón ordenó la movilización de grandes contingentes rumbo a Morelia que sería recuperada por el general José Gonzalo Escobar. Obregón volvió a derrotar a los rebeldes en Ocotlán y con ello junto a 3500 hombres tomar Guadalajara (tomando con ello todo el estado de Jalisco).
Obregón debió enfrentar militarmente a los de la huertistas y los venció finalmente en febrero de 1924 gracias en gran parte a la creación de un nuevo servicio aéreo. Hay que señalar que el gobierno de Obregón recibió el apoyo del gobierno estadounidense en forma de aviones de combate y munición para enfrentar la rebelión con ello pudo derrotar de forma definitiva a Estrada, posteriormente a Manuel M. Diéguez, y finalmente a Fortunato Maycotte para dar fin al levantamiento armado.

### Rebelión delahuertista en Tabasco

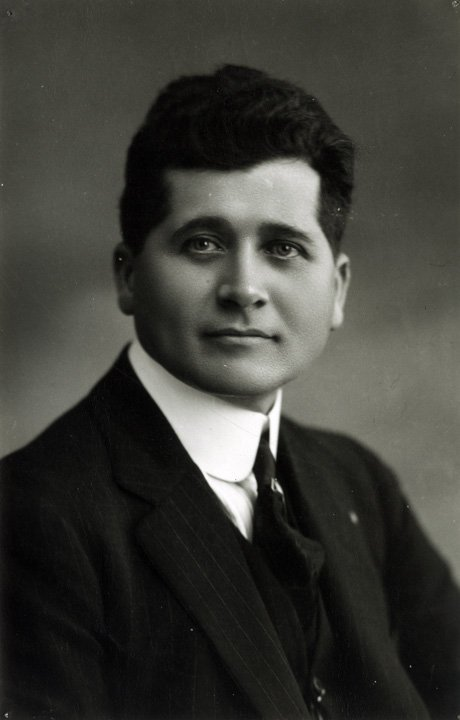
Felipe Carrillo Puerto fue asesinado durante la rebelión.

A mediados de diciembre de 1923, el General Carlos Greene se unió a la rebelión delahuertista y alzó en armas en Tabasco, y el 23 de ese mismo mes tomó la villa de Jalapa. Posteriormente, el 10 de enero de 1924, al frente de 2500 hombres sitió y tomó Villahermosa la capital del estado, sin que pudieran ser contenidos por las fuerzas leales al Presidente Obregón, haciendo huir al gobernador Tomás Garrido Canabal, quien debió esconderse algunos días para después, el 14 de enero salir escondido en un cayuco hacia la población de Montecristo.
El General Greene logró que los regimientos militares 67, 38 y 3 de Comalcalco, Huimanguillo y Frontera pertenecientes a la 12 zona militar al mando del General Vicente González, se sumaran al movimiento rebelde.
Debido a su aislamiento geográfico, Tabasco se convirtió en el reducto más seguro para los rebeldes, quienes desconociendo al gobernador Tomás Garrido y posesionados de la capital del estado, nombraron como gobernador, primero a Manuel Ferrer Vega quien desempeñó el cargo los días 18 al 20 de enero y después a Manuel Antonio Romero que ocupó la gubernatura desde el 21 de enero hasta el 7 de junio de 1924 cuando terminó la rebelión.
Adolfo de la Huerta dejó Veracruz el 5 de febrero para dirigirse a Villahermosa, antes, llegó al puerto de Frontera, al que el 20 de febrero a través de un manifiesto declaró "Capital Delahuertista de México" instalando ahí su gobierno. De Frontera, salió el 11 de marzo rumbo a los Estados Unidos.
El final de la rebelión delahuertista se comenzó a escribir, cuando las tropas federales tomaron Mérida y marcharon rumbo a Tabasco convertido en el último reducto de los rebeldes. El General Vicente González que se había pasado del lado de los rebeldes, regresó al ejército federal y tomó el puerto de Frontera, ante esto, el 7 de junio el gobernador delahuertista de Tabasco Manuel Antonio Romero abandonó Villahermosa huyendo hacia Guatemala, el General rebelde Cándido Aguilar, no pudiendo sostenerse en Campeche se encaminó hacia Tabasco con las fuerzas que lo seguían, en el camino se fue quedando sin soldados, y pese a que se unió al General Salvador Alvarado no pudieron resistir, y Villahermosa fue recuperada por las fuerzas federales el 17 de junio.
La rebelión delahuertista había durado seis meses, el mismo lapso que Tabasco estuvo sustraído "de facto" del pacto federal. Algunos de los jefes importantes como Cándido Aguilar y Guadalupe Sánchez se refugiaron en los Estados Unidos, pero otros como los generales Carlos Greene y Salvador Alvarado de conocida filiación revolucionaria, fueron asesinados, el primero fue fusilado en su hacienda de Comalcalco, Tabasco, y el segundo fue capturado y asesinado por Diego Zubiaur, uno de sus escoltas, en el rancho "El Hormiguero" en Montecristo, Tabasco cuando era conducido hacia la cárcel del puerto de Frontera.

## Fin del conflicto armado

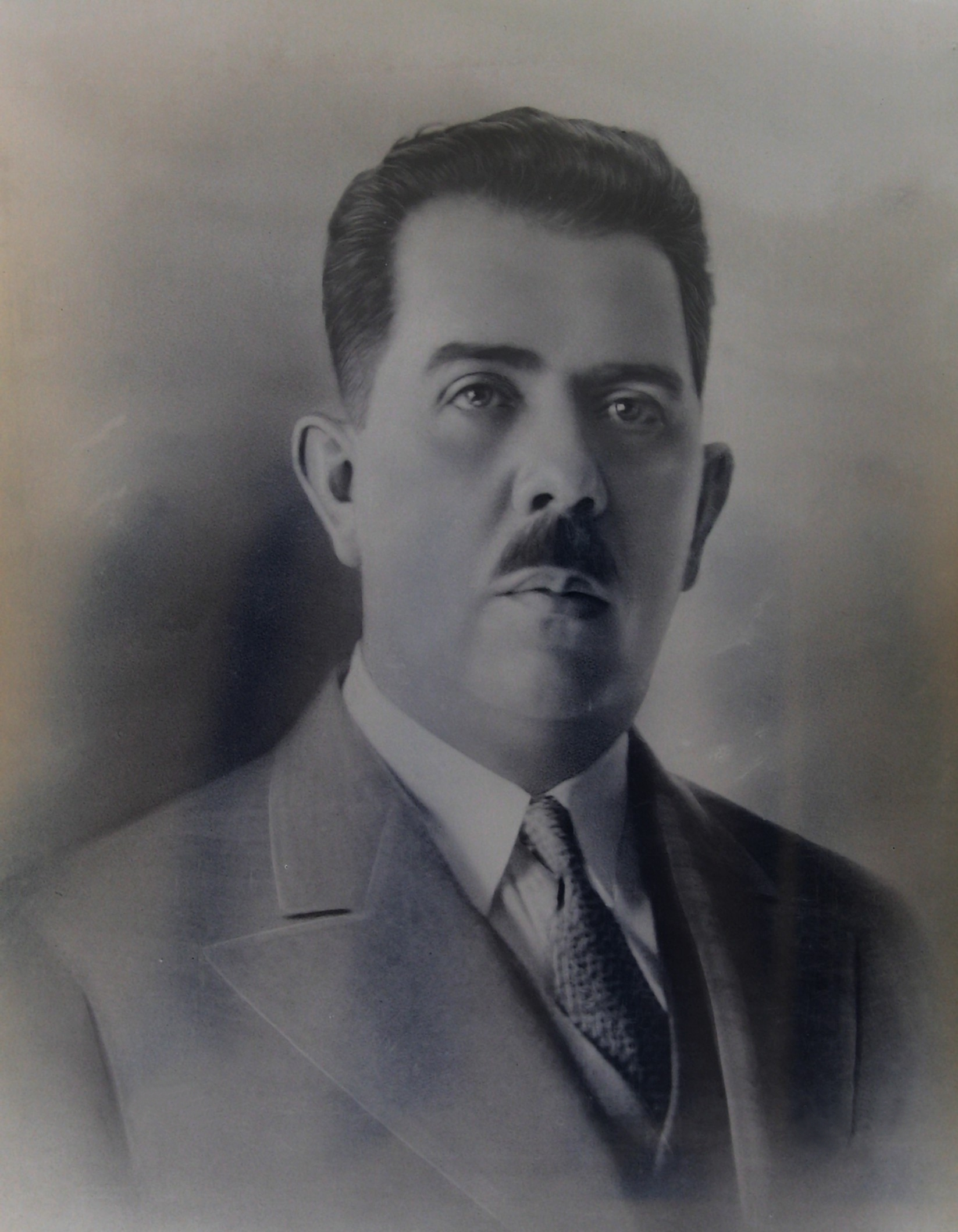
Lázaro Cárdenas permitió volver del exilio a De la Huerta.

Tras el fracaso de la rebelión, Adolfo de la Huerta se exilió en Los Ángeles, California. En 1935, el entonces presidente Lázaro Cárdenas le otorgó la amnistía, y lo nombró inspector general de los consulados mexicanos en Estados Unidos.

## Coplas sobre la rebelión delahuertista
En México, una de las formas populares de transmisión de la información eran las coplas populares, que los músicos del pueblo componían y cantaban, según ocurrían los sucesos políticos o sociales. Además de relatar la historia tal como la conocían, los copleros solían expresar su particular punto de vista sobre los hechos que narraban. La rebelión de De la Huerta no fue la excepción; abajo, dos coplas de la Charla de comadres, a propósito de la rebelión delahuertista.

-¡Ay!, comadre, si es que sigue la revuelta,

va a agobiarnos la más triste situación,

nos veremos en una ruina completa,

muertas de hambre y sin ninguna protección,
-No se acuite comadrita, que a la fecha

va perdiendo gran terreno la reacción,

pues me dicen que ya Adolfo De la Huerta,

las espaldas ha enseñado el correlón.
-¡Ay qué bueno! Comadrita, me despido,

son las once y tengo que dar de comer.

-Las haremos, no se vaya, que el marido

si la quiere que la aguarde, ¿qué ha de hacer?.
-Pues entonces comadrita, ya me animo,

que las sirvan y brindemos con placer.

-Yo...por Calles... -Yo por Álvaro tan digno.

-¿Y por Huerta?. -Que la choque su mujer.